# Venade e Azevedo
Venade e Azevedo (oficialmente: União das Freguesias de Venade e Azevedo) é uma freguesia portuguesa do município de Caminha, com 11,38 km² de área e 881 habitantes (censo de 2021). A sua densidade populacional é 77,4 hab./km².

## História
Foi constituída em 2013, no âmbito de uma reforma administrativa nacional, pela agregação das antigas freguesias de Venade e Azevedo com sede em Venade.

## Demografia
A população registada nos censos foi:
| Distribuição da População por Grupos Etários | Distribuição da População por Grupos Etários | Distribuição da População por Grupos Etários | Distribuição da População por Grupos Etários | Distribuição da População por Grupos Etários | Distribuição da População por Grupos Etários |
| -------------------------------------------- | -------------------------------------------- | -------------------------------------------- | -------------------------------------------- | -------------------------------------------- | -------------------------------------------- |
| Antes da agregação                           |                                              |                                              |                                              |                                              |                                              |
| Ano                                          | 0-14 anos                                    | 15-24 anos                                   | 25-64 anos                                   | >= 65 anos                                   | Total                                        |
| 2001                                         | 157                                          | 160                                          | 502                                          | 205                                          | 1024                                         |
| 2011                                         | 150                                          | 90                                           | 517                                          | 218                                          | 975                                          |
| Após a agregação                             |                                              |                                              |                                              |                                              |                                              |
| Ano                                          | 0-14 anos                                    | 15-24 anos                                   | 25-64 anos                                   | >= 65 anos                                   | Total                                        |
| 2021                                         | 93                                           | 101                                          | 429                                          | 258                                          | 881                                          |